# Geesbrug
Geesbrug (Drents: Giesbrugge) is een dorp in de Nederlandse provincie Drenthe. Het maakt deel uit van de gemeente Coevorden, en ligt aan de Verlengde Hoogeveense Vaart. Op 1 januari 2023 had Geesbrug ongeveer 1.360 inwoners.

## Geschiedenis
Geesbrug is een ontginningsdorp, ontstaan na aanleg van de Verlengde Hoogeveense Vaart in de tweede helft van de negentiende eeuw in het veengebied van de toenmalige gemeente Oosterhesselen. Alle zes bruggen over het kanaal die in deze gemeente lagen, werden genoemd naar het dichtstbijzijnde dorp of het dorp waar de brug naartoe leidde. De meest westelijke van de zes werd genoemd naar het zanddorp Gees. Bij deze brug ontstond een buurtschap, die zich pas na de Tweede Wereldoorlog ontwikkelde tot het dorp Geesbrug. Voordien werd het aangeduid met de veldnamen Zwinderscheveen, Zwinderscheveld of Geeserveld.

## Voorzieningen
Geesbrug heeft door de jonge geschiedenis maar weinig oude gebouwen, op een enkele monumentale boerderij na. Het dorp is pas na de Tweede Wereldoorlog echt tot ontwikkeling gekomen door de nieuwbouwwijkjes. De voorzieningen zijn gering: een BSO (buitenschoolse opvang), sportvelden, voetbalclub VCG, een openbare en een protestants-christelijke basisschool, Voedselbos Drenthe, camping Drentsheerlijk, een blauwebessenbedrijf en een dorpshuis.  Er zijn echter wel veel bedrijven gevestigd op het bedrijventerrein ten zuidwesten van het dorp, langs de A37. Hier bevinden zich onder meer een bouwmarkt en twee tankstations. Halverwege het dorp en het bedrijventerrein staat tussen de lintbebouwing het kleine maar karakteristieke Nederlands Hervormde kerkje van Geesbrug uit 1912.

## Omgeving
Het landschap rond het dorp kenmerkt zich door landbouwgebied, met alleen aan de zuidrand van het dorp kleine bosperceeltjes. Ten noorden van het dorp ligt de 1600 ha. grote Boswachterij Gees.
Plaatsen: Aalden · Achterste Erm · Benneveld · Coevorden · Dalen · Dalerpeel · Dalerveen · De Kiel · Diphoorn · Eldijk · Erm · Gees · Geesbrug · 't Haantje · Holsloot · Langerak · Meppen · Nieuwe Krim · Nieuwlande (deels) · Noord-Sleen · Oosterhesselen · Schoonoord · Sleen · Steenwijksmoer · Stieltjeskanaal · Veenhuizen · Wachtum · Wezup · Wezuperbrug · Zweeloo · Zwinderen

Overige: Ballast · De Haar · De Mars · Den Hool · Kibbelveen · Klooster · Padhuis · Pikveld · Schimmelarij · Vlieghuis · Weijerswold

Drenthe: Steden en dorpen      Nederland: Provincies · Gemeenten
1. 1 2 3 4 5  Tabel: Bevolking; maandcijfers per gemeente en overige regionale indelingen, 1 januari 2023, Centraal Bureau voor de Statistiek, Voorburg/Heerlen